# 离子反应
离子反应指的是过程中有离子参加或生成的化学反应。主要有复分解、盐类水解、氧化还原和络合四种反应类型。